# 疫痿
疫痿是中医学中外感疫毒时邪所致的急性热病。多发于夏秋季节，起病较急。初起见发热、头痛、肢体疼痛等外感症状，而渐出现肢体弛缓乏力，后期热退，肢体痿软不用为主要特征。西医的脊髓灰质炎等与本病颇相似，可参考本病辨证治疗。